# Parques nacionales de Namibia

[Mapa de áreas protegidas en Namibia

La administración y organización de la conservación de la naturaleza en Namibia se hace a cargo del Ministerio de Medio Ambiente y Turismo. En 2013, estaban bajo protección estatal directa 138,163.7 km², algo menos del 16.8 por ciento del área de Namibia. Además, otros 177.435 km² (aproximadamente el 21,5 por ciento de la superficie), que están bajo protección parcial del estado (las denominadas Conservancies).

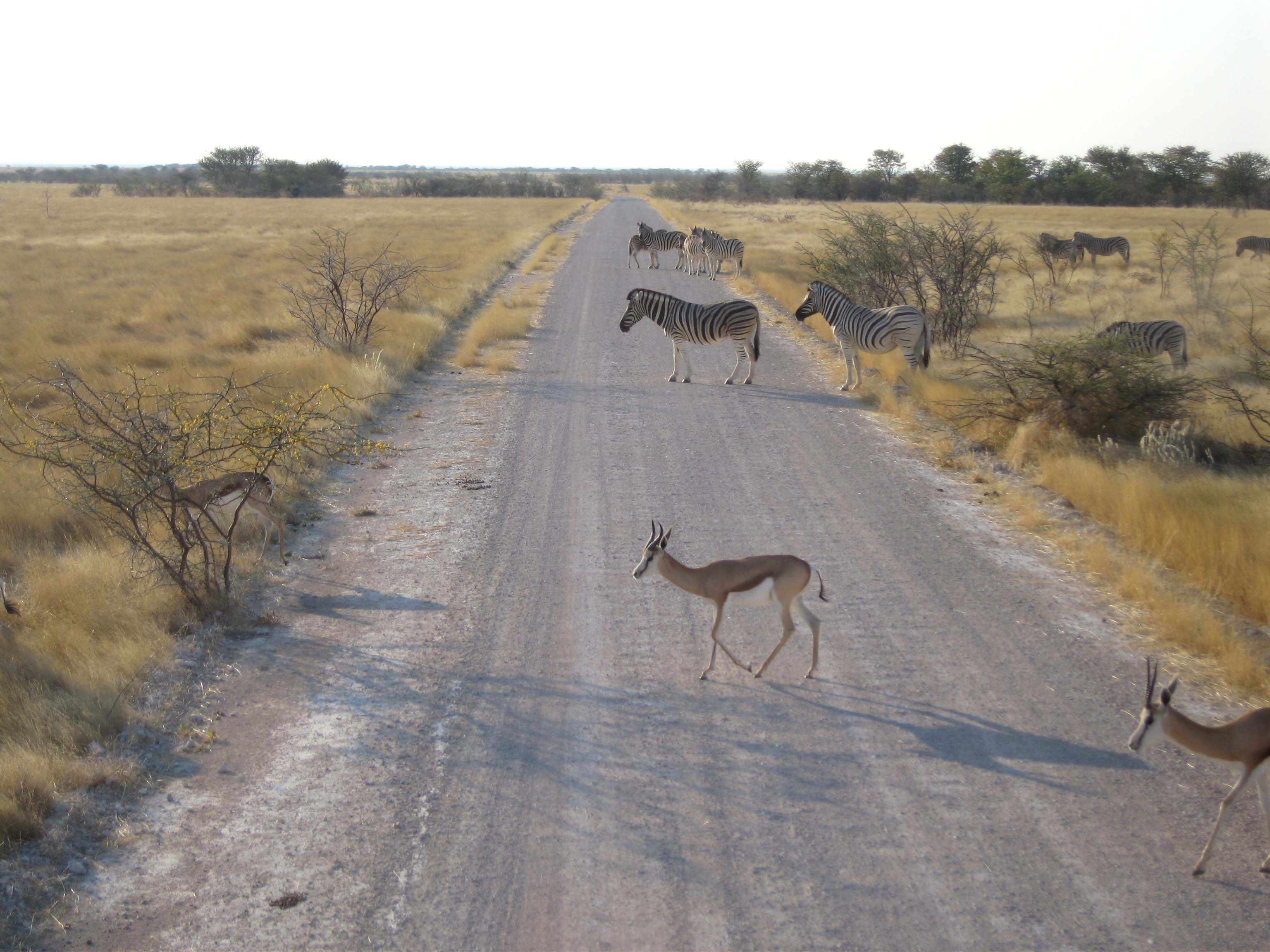
Parque nacional Etosha, cebras y springboks.

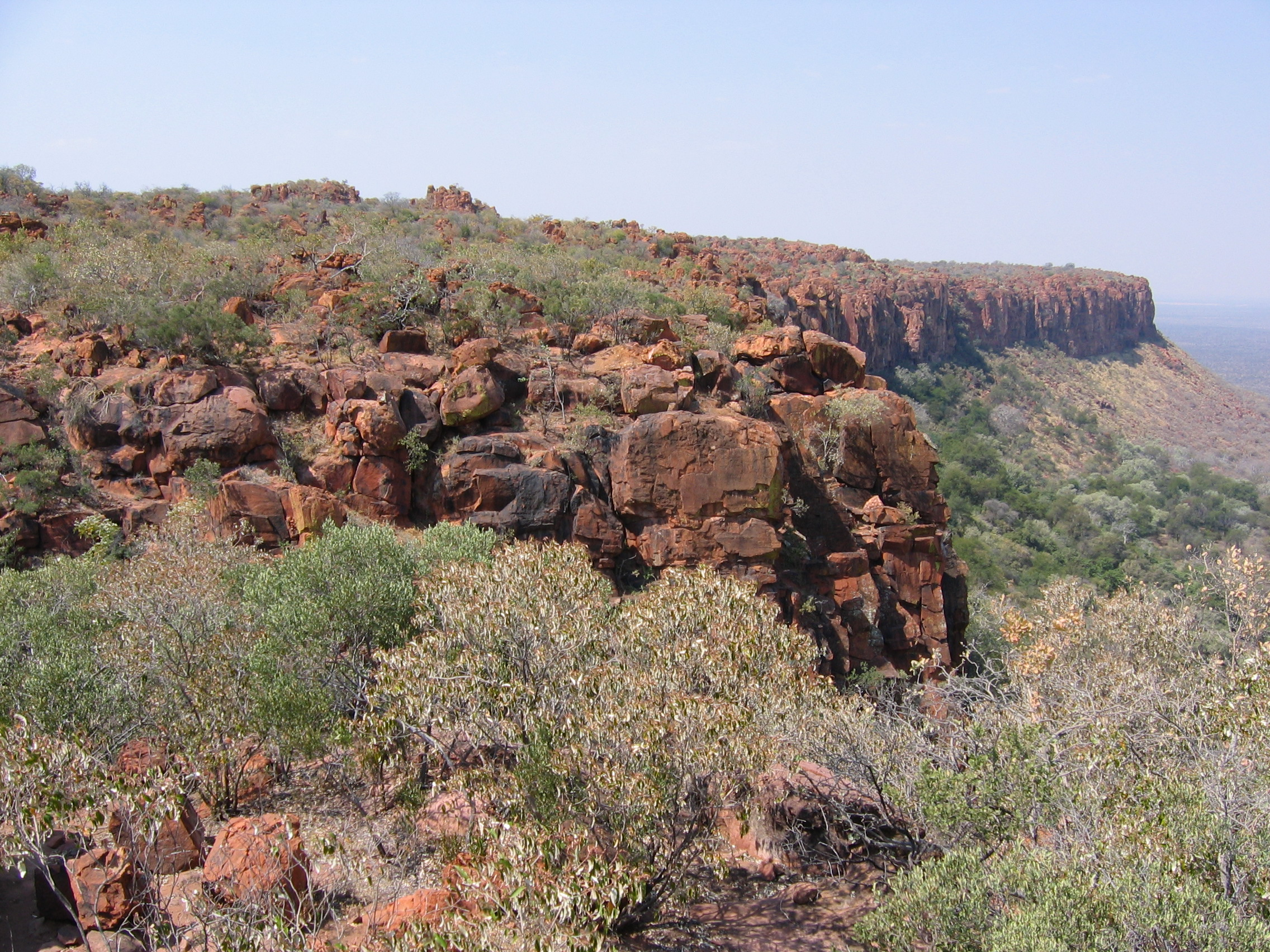
Parque nacional de Waterberg.

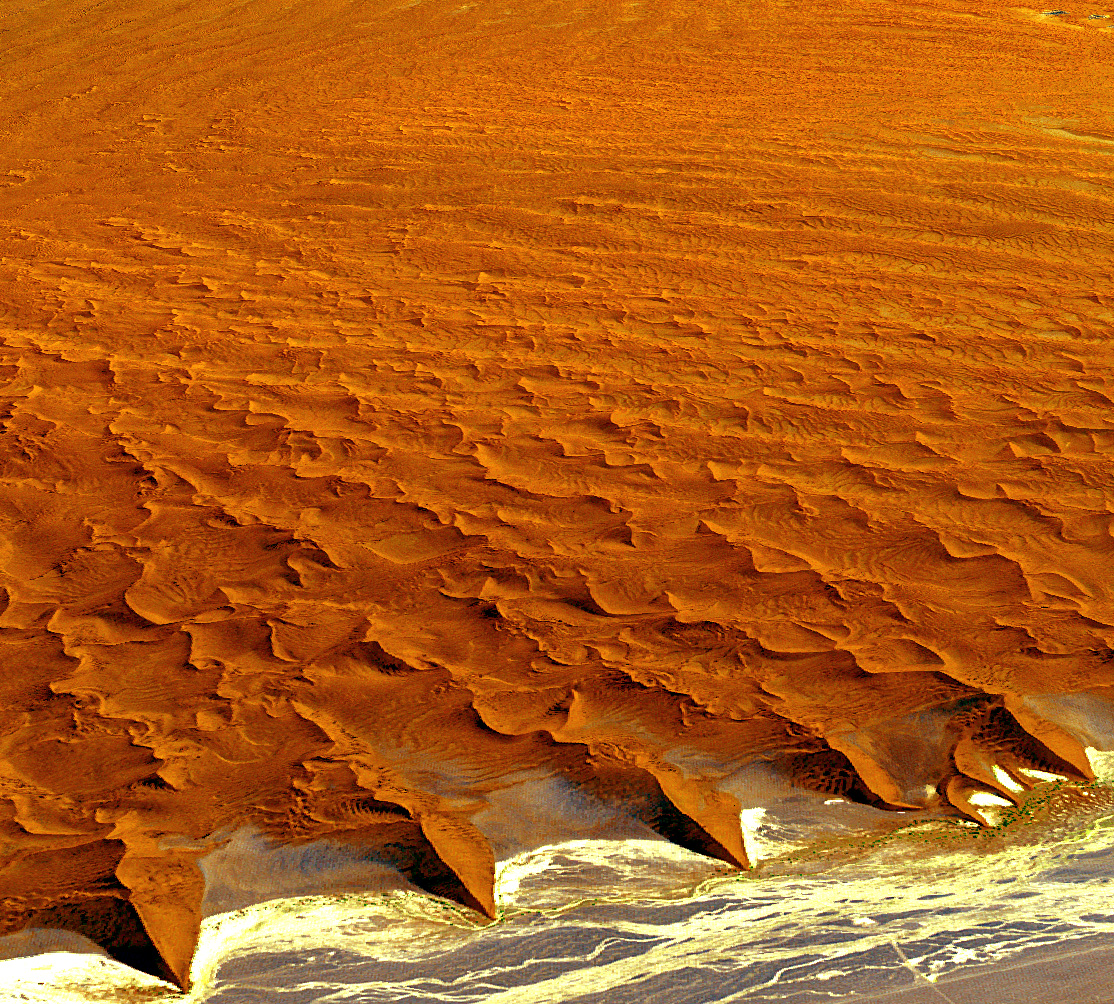
Parque nacional de Namib-Naukluft

- Parque nacional de Mudumu, creado en 1990 en Caprivi, 1.009 km², sabana, bosque de mopame y una zona pantanosa junto al río Cuando en el límite sudoccidental del parque, sitatungas, elefantes, búfalos, hipopótamos, kudus, cocodrilos, etc.

- Parque nacional de Mamili, creado en 1990, 320 km², en dos islas en sendos ríos en la prolongación sur de Caprivi, la isla de Nkasa no es accesible por carretera, sabana arbolada con acacias, 600 mm, entre 5 y 35.oC; zona de paso entre Namibia y Botsuana, elefantes y búfalos.[2]

- Parque nacional de Bwabwata, 2007, 6.100 km², en la franja de Caprivi, entre los ríos Okavango y Kwando, vegetación baja con dunas, zonas inundables en época de lluvias, carrizos y papiros, palmeras, zona de paso de elefantes entre Botsuana y Angola; licaones, antílopes, hipopótamos, leones, etc.

- Parque nacional de Dorob, creado en 2010, 1.610 km² en la costa central de Namibia. Al sur está el parque nacional de Namib-Naukluft, y al norte el de la Costa de los Esqueletos. Justo al norte de la rserva de focas del Cabo Cross. Como en la costa de los esqueletos, hay hienas, oryx, cebras y 270 especies de aves.

- Parque nacional Etosha, creado en 1907, 22.270 km², bosque bajo con matorral, sabana y lagunas saladas secas, bosque de mopane, charcas; todos los mamíferos grandes y depredadores.

- Parque nacional Costa de los Esqueletos, creado en 1971, 16.845 km², costa noroeste de Namibia, arena entre montañas y océano, solo abierta a los vehículos la mitad sur, hasta el río Ugab. Enlaza por el norte con el parque nacional de Iona, en Angola, de 15.150 km², para formar el Área de Conservación Transfronteriza de Iona-Costa de los Esqueletos.

- Parque nacional de Khaudom, creado en 1989, 4.000 km², al sur de la franja de Caprivi, en la frontera con Botsuana, sabana de bosque y matorral, elefantes, leones, licaones, leopardos, kudus, oryx, etc.[3]

- Parque nacional de Mangetti, creado en 2008, 420 km², en el norte, en Kavango; sabana arbolada y matorral, antílopes, hienas, licaones, leopardos, etc.[4]

- Parque nacional de Namib-Naukluft, creado en 1979, 49.768 km², centro-sur del país, junto al océano, dunas gigantes; lugar más conocido: Sossusvlei; neblina, 100 mm de precipitación anual aprovechada por los escarabajos del género Stenocara. También órices del Cabo.

- Parque nacional de Sperrgebiet, creado en 2004, 26 000 km², costa atlántica hasta 100 km tierra adentro en una zona del desierto prohibida en gran parte por la explotación de los diamantes, cerca de Luderitz; se entra por el pueblo fantasma de Elizabeth Bay. En el sur, bocas del río Orange, sitio Ramsar de aves; en el desierto, plantas endémicas suculentas.[5]

- Parque nacional de Waterberg, 1972, 405 km², centro de Namibia, meseta de Waterberg, elevación en medio del Kalahari, 1600-1700 m, 200 m de desnivel, casi inaccesible salvo por el nordeste, rinocerontes negro y blanco, búfalos, jirafas, kudus, antílopes, etc.[6]

- Parque nacional transfronterizo de ǀAi-ǀAis/Richtersveld. Es la unión desde 2003 de un parque de caza en Namibia, llamado de los manantiales termales de ǀAi-ǀAis, con 4354 km2, y del sudafricano Parque nacional de Richtersveld, dando un total de 6045 km2. En la parte de Namibia, en el sur del país, se encuentra el Cañón del río Fish, el mayor de África, con 550 m de profundidad en algunos lugares, 160 km de largo y 27 km de anchura. Donde más llueve, en el sudoeste, pueden caer de 58 a 275 mm anuales, en el interior, de 0 a 163 mm, y esto en el invierno meridional, de mayo a septiembre. En cuanto a las temperaturas, puede helar en invierno y en verano superan los 50 oC.[7] La vegetación es un ejemplo del megaecosistema conocido como karoo suculento, uno de los ecosistemas con mayor variedad de plantas del mundo. Se pueden encontrar plantas de 50 géneros de Mesembryanthemaceae de un total de 160 suculentas. En el parque se pueden encontrar 360 especies en un solo kilómetro cuadrado en una zona con 68 mm de lluvia anual. Los árboles asociados son el Aloidendron dichotomum o árbol quiver, y el también conocido como medio humano Pachypodium namaquanum. Entre los mamíferos se encuentran el cercopiteco verde, el papión chacma, chacales, zorros, caracales, leopardos, hienas, cebras, saltarrocas, antílope cabrío, raficero común o steenbok, duiker común, suricatas, mangostas, etc.[8]

- Parque nacional de Popa Game, 50 ha. El Parque de Popa Game es un parque de caza situado en torno a las cascadas y los rápidos conocidos como Popa Falls en el río Okavango, entre Divundu y Bagani. Cuando el río baja, el desnivel de los rápidos es de 4 metros sobre la cuarcita. El parque se fundó en 1989. Alberga hipopótamos, cocodrilos y 417 especies de aves. La vegetación es del tipo sabana. Se considera una parada popular, con un resort para los turistas del cercano Parque nacional de Khaudom, a 14 km.

- Termas de Gross Barmen, 1 km2. Es un oasis, a 100 km de Windhoek, alrededor de un manantial de agua caliente, donde se ha construido un resort a orillas del río Okahandja. Hay un embalse rodeado de palmas que atrae a unas 150 especies de aves.[9]

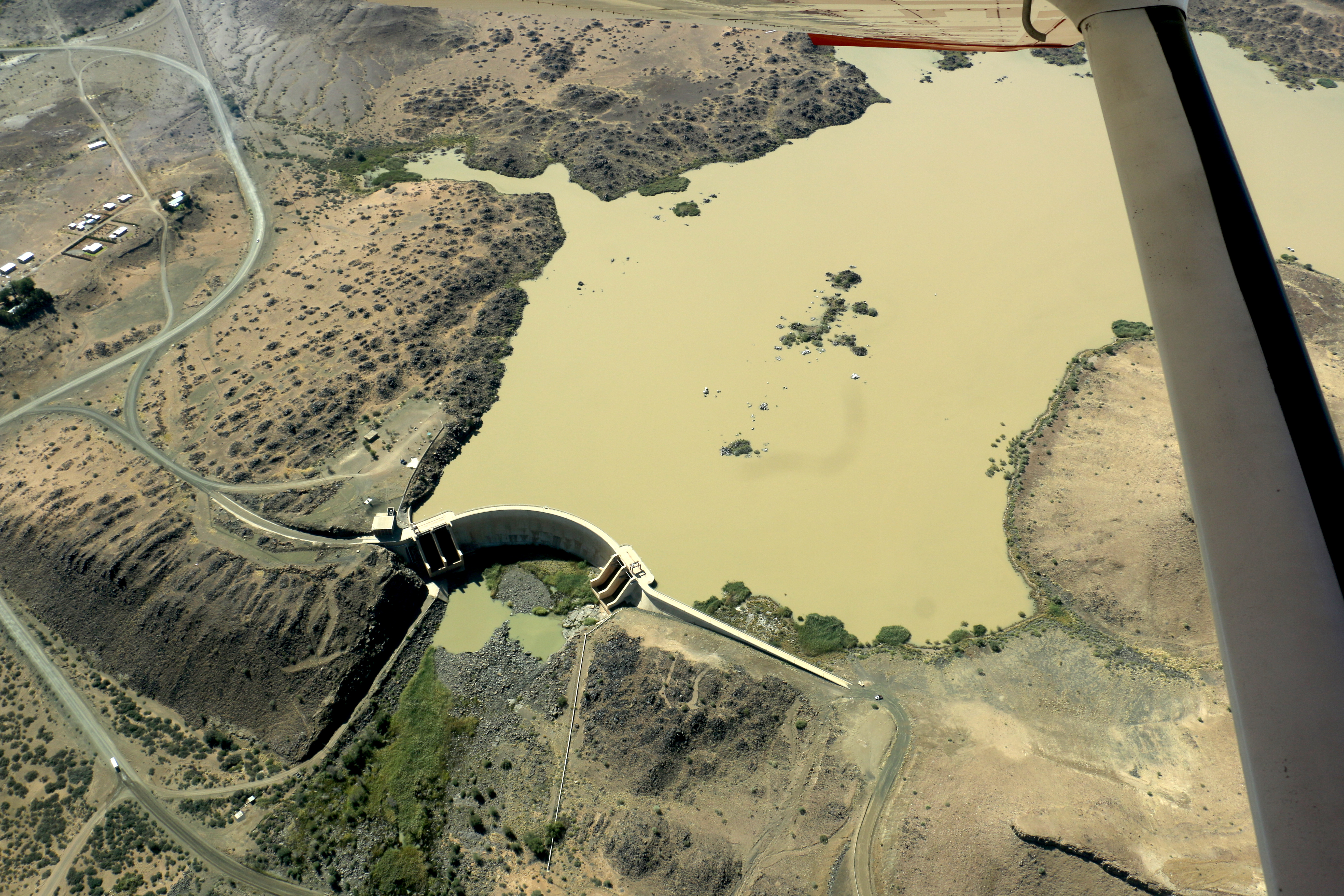
VIsta panorámica del embalse de Naute

- Resort recreativo del embalse de Von Bach, 41 km2. Es uno de los tres resorts creados en torno a embalses estratégicos en Namibia. Se encuentra a 60 km al norte de Windhoek y a 5 km al sudeste de Okahandja. Es el tercer mayor embalse de Namibia, con 49 millones de m3 de agua, y fue terminado en 1972 para abastecer de agua a la capital. Está rodeado por una pequeña reserva de caza que incluye el área recreativa a los pies de los montes Eros y ahora se considera parque nacional.[10] El embalse está alimentado por el río Swakop, de escaso caudal, y recibe agua de los embalses de Omatako y Swakoppforte.[11]

- Resort recreativo de Hardap, 243 km2. En el sur de Namibia, en la región de Hardap, a 250 km al sur de Windhoek y 24 km al oeste de Mariental. Rodea el embalse de Hardap, el mayor del país, en el río Fish. El paisaje está formado por colinas de forma cónica de poca altura cuyo nombre nama denomina el lugar. Por lo demás, está formado por sabanas abiertas y áreas montañosas que incluyen la meseta Gemsbok. La presa se completó en 1963. El embalse tiene 25 km2 y una capacidad de 320 millones de m3. La vegetación pertenece al bioma karoo nama, que abarca las tres provincias del Cabo, en Sudáfrica, y en el sureste de Namibia. Entre los árboles, el árbol de los pastores, la Acacia erioloba o espina de camello, Parkinsonia africana, Rhus lancea o karee y Ziziphus mucronata o espina de búfalo. Entre la fauna, kudu, oryx, gacela saltarina de El Cabo o springbok, raficero común o steenbok, cebra de montaña de Hartmann, alcélafo o búbalo común y avestruces. Hay una pequeña población de rinoceronte negro y unas 300 especies de aves.[12][13]

- Reserva de focas del Cabo Cross, 10 km2. El cabo Cross es una reserva de focas muy conocida y muy turística por la gran cantidad de focas que acuden aquí. Aunque el parque nacional, centrado la punta del cabo, tenga 10 km2, la reserva creada en 1968 tiene 60 km2. Es un santuario para la mayor reserva del mundo de focas del Cabo, conocidas como lobos marinos, con unas 210.000 focas durante la temporada de cría entre noviembre y diciembre. La reserva posee una bahía rocosa, playas de arena y un salar. La vegetación es la del bioma del desierto de Namibia.[14] La vegetación es muy dispersa, con Zygophyllum stapfii y Arthraerua leubnitziae como dominantes. Entre los animales, la hiena parda, el lobo marino,  el chacal de lomo negro, flamencos comunes y chicos, el falaropo de pico grueso, el charrancito de Damara, la cerceta de El Cabo, la pagaza piquirroja, el zampullín cuellinegro y el ostrero negro africano.[15]

- Parque de caza de Daan Viljoen, 40 km2. A 24 km de Windhoek. Está en las colinas de Khomas Hochland, proclamado reserva antes de la independencia. Hay una carretera circular de 6,4 km para observar la caza.[16] La vegetación es de matorral alto, con varias especies de acacia, Combretum apiculatum y Ziziphus mucronata. Entre los mamíferos, hay springbok, kudu, eland, oryx, ñu, cebra de Hartmann, leopardo, saltarrocas y unos 200 especies de aves, entre las cuales lorito de Rüppell, laniotordo y toco angoleño.[17]

- Resort recreativo de Naute, 235 km2. Rodea el segundo embalse más grande de Namibia, el embalse de Naute, construido en 1970-1972 en el río Löwen y sus afluentes, que más tarde alimentan el río Fish. A 42 km al sudoeste de Keetmanshoop. Llanura herbácea con arbustos pequeños y árboles en las cuencas. El embalse tiene varias orillas arenosas, bahías poco profundas e islas. Pertenece al bioma karoo nama, con Acacia erioloba, aromo de Sudáfrica, Euphorbia espinosa, tamarisco, Catophractes alexandri y Aloidendron dichotomum o árbol quiver. Entre los animales, órice del Cabo, springbok, saltarrocas, raficero común, duiker y unas 164 especies de aves, águilas, pelícanos, tarros del Cabo, etc.[18]